# Muszaur
Muszaur (Mussaurus) – rodzaj zauropodomorfa nienależącego do zauropodów, żyjącego na terenach dzisiejszej Ameryki Południowej. Gatunkiem typowym jest M. patagonicus, opisany na podstawie skamieniałości kilku bardzo młodych osobników o długości ok. 20 cm oraz dwóch jaj odkrytych w osadach formacji Laguna Colorada w Argentynie. Osady formacji Laguna Colorada, w których odkryto jego skamieniałości, pierwotnie identyfikowano jako górnotriasowe (noryk); badanie z 2021 roku wykazało jednak, że są to osady dolnojurajskie (synemur). Otero i Pol (2013) zaliczyli do gatunku M. patagonicus niekompletne szkielety pozaczaszkowe co najmniej trzech osobników dorosłych i jednego dorastającego odkryte w osadach formacji Laguna Colorada. Skamieniałości te zostały opisane w 1980 roku przez Rodolfo Casamiquelę, który sklasyfikował je wówczas jako przedstawicieli rodzaju Plateosaurus; Otero i Pol (2013) stwierdzili jednak występowanie u opisanych przez Casamiquelę osobników autapomorfii M. patagonicus i na tej podstawie zaliczyli je do tego właśnie gatunku. Długość ciała dorosłych osobników opisanych przez Casamiquelę wynosiła ok. 3 metry.
Z analizy filogenetycznej przeprowadzonej przez Otero i Pola (2013) na podstawie danych uzyskanych dzięki badaniom nad osobnikami dorosłymi wynika, że Mussaurus był blisko spokrewniony z zauropodami. Na drzewie ścisłej zgodności jest on bliżej spokrewniony z zauropodami niż m.in. Plateosaurus, rodzina Massospondylidae i Anchisaurus; jest on taksonem siostrzanym do kladu obejmującego zauropody oraz rodzaje Aardonyx, Leonerasaurus, Camelotia i Melanorosaurus.